# Serkan Korkmaz
Serkan Korkmaz (* 9. Januar 1992 in Voorst) ist ein türkischer Fußballspieler.

## Karriere
Korkmaz begann seine Karriere 2014 bei Orduspor, bei dem er zuvor von dessen Jugend verpflichtet wurde. Sein Debüt als Profi gab er am 15. März 2015 bei einem Ligaspiel gegen Osmanlıspor, das Spiel verlor Orduspor mit 0:2.